# Mali Cerovec
Mali Cerovec – wieś w Słowenii, w gminie miejskiej Novo mesto. W 2018 roku liczyła 20 mieszkańców. 